# 1249 Rutherfordia
1249 Rutherfordia este un asteroid din centura principală, descoperit pe 4 noiembrie 1932 de Karl Reinmuth.